# Cunac
Cunac település Franciaországban, Tarn megyében. Lakosainak száma 1622 fő (2022. január 1.). Cunac Albi, Cambon és Saint-Juéry községekkel határos.

## Népesség
A település népességének változása:
| Lakosok száma | 1548 | 1553 | 1611 | 1558 | 1575 | 1607 | 1614 | 1618 | 1622 |
|               | 2013 | 2015 | 2016 | 2017 | 2018 | 2019 | 2020 | 2021 | 2022 |